# Nawuri (Sprache)
Nawuri ist die Sprache des Nawuri-Volkes in Ghana mit nur noch 14.000 Sprechern (2003 GILLBT) im zentralen Osten, hauptsächlich am West Ufer des Flusses Oti am Volta-Stausee.
Am nächsten kommt Nawuri der Sprache Gikyode. Eine Verständigung mit Chumburung ist nicht möglich. Die größte lexikalische Übereinstimmung gibt es mit dem Dialekt Buipe der Sprache Gonja (72 %).